# Kim Hwang-sik
Kim Hwang-sik (Jangseong, 9 de agosto de 1948) es un político surcoreano. Fue Primer ministro de Corea del Sur del 1 de octubre de 2010 al 26 de febrero de 2013. Entre 2005 y 2008 fue Juez del Tribunal Supremo. Estudió derecho en la Universidad Nacional de Seúl.

## Carrera política
Fue designado como primer ministro el 16 de septiembre por el presidente Lee Myung-bak y su nombramiento lo aprobó el Parlamento el 1 de octubre con 169 votos a favor por 71 en contra. En la votación recibió el apoyo del partido del presidente, el Gran Partido Nacional, mientras que el principal partido opositor, el Partido Democrático se declaró previamente en contra del nombramiento por no considerarlo éticamente adecuado. El puesto estaba vacante tras la dimisión de Chung Un-chan a finales de julio. En principio se iba a nombrar a Kim Tae-ho, pero tuvo que desistir por unas supuestas donaciones ilegales.
Después de las elecciones presidenciales de 2012 la nueva presidenta Park Geun-hye formó un nuevo gobierno, eligiendo como nuevo primer ministro a Chung Hong-won. El Parlamento aprobó el nombramiento de Hong-Won el 26 de febrero dejando por tanto el cargo Kim Hwang-sik.